# Vibration (jeu vidéo)
La vibration est une technologie vibrante qui est produite dans la plupart des manettes de jeu. Elle permet de faire vibrer la manette à certains moments durant le jeu. La vibration permet de stimuler le toucher, le troisième sens sollicité par le jeu vidéo.

## Début de la vibration
La vibration est apparue pour la première fois en 1976 chez Sega lors de la deuxième génération de consoles avec la sortie de Fonz sur borne d'arcade.
Concernant le domaine de la console, elle commence en 1997 chez Nintendo lors de la cinquième génération de consoles avec la sortie du Rumble Pak de la Nintendo 64, puis la sortie de la manette DualShock de la PlayStation la même année. Sega met en place un Vibration Pack à la Dreamcast de la même façon que la Nintendo 64. Par la suite, Nintendo intègrera directement la vibration à la manette à partir de la GameCube, comme avec la PlayStation et la manette Duke de la Xbox. Depuis, toutes les manettes des consoles de salon disposent d'une technologie vibrante, bien que la vibration ne soit cependant pas disponible sur tous les jeux.

### Rumble Pak

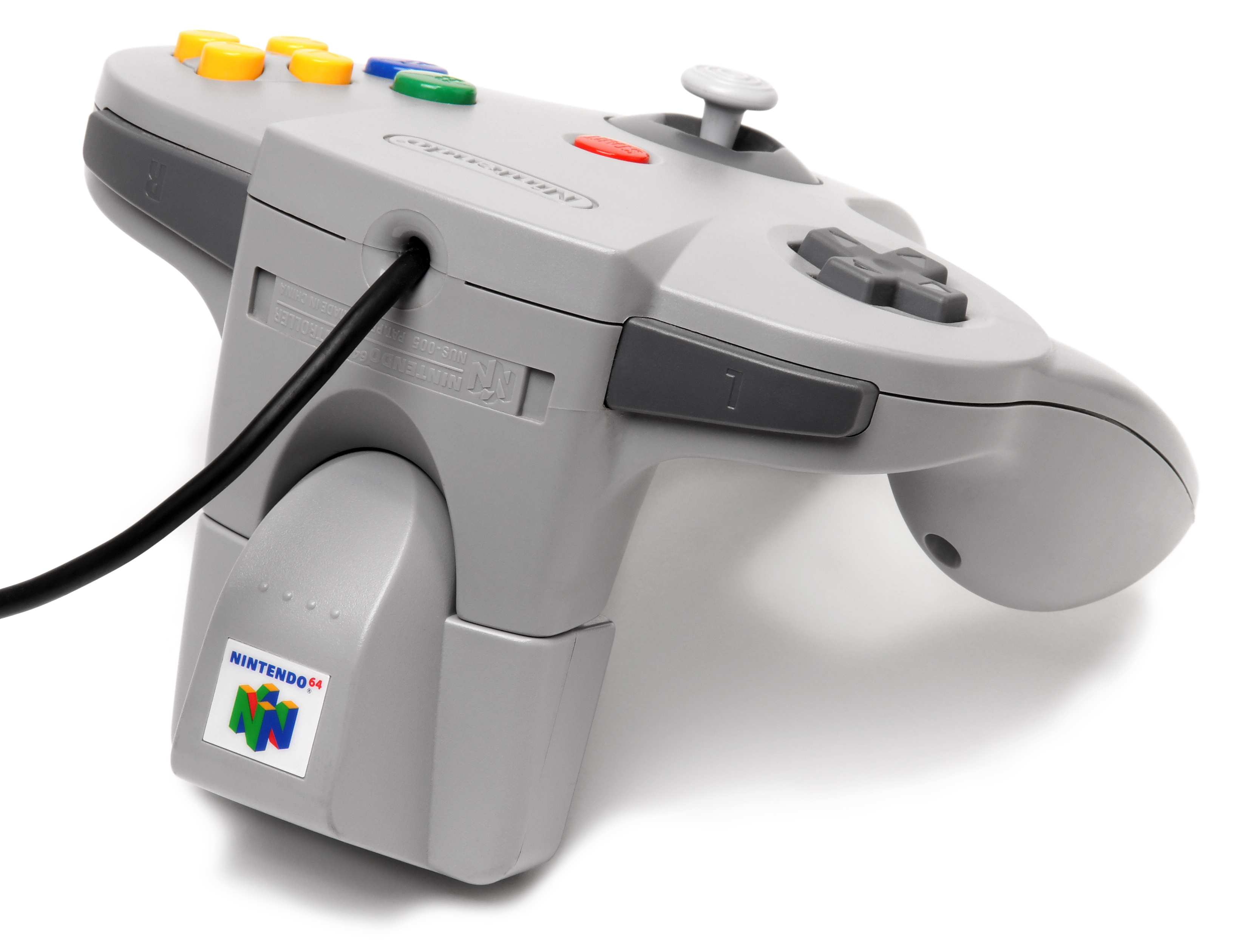
Une manette de la Nintendo 64 avec son Rumble Pak.

Le Rumble Pak est un module de vibration présenté par Nintendo le 23 novembre 1996 durant le Nintendo Space World. Il est disponible depuis la sortie de Lylat Wars sur Nintendo 64 en 1997. Cet appareil se connecte à l'arrière de la manette et permet d'avoir un système vibrant, ce qui est novateur à l'époque. Des jeux sortis avant le Rumble Pak comme c'est le cas pour Super Mario 64 et Wave Race 64 ont eu droit à une réédition japonaise en 1997 pour y inclure la vibration.

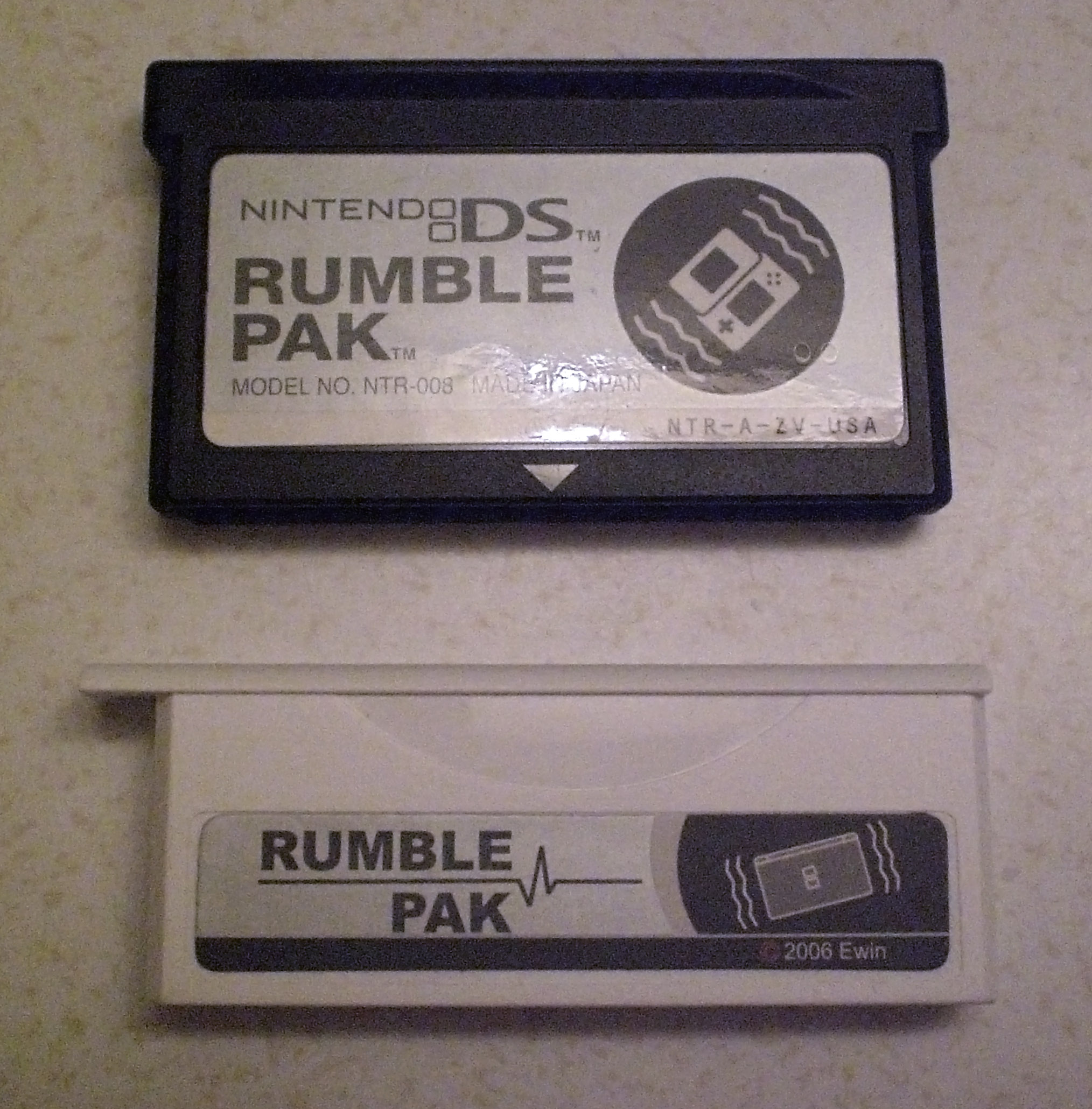
Les cartouches vibrantes de la Nintendo DS.

La Nintendo DS dispose elle aussi d'un Rumble Pak (ou cartouche vibrante) se connectant au port GBA de la console. Il est disponible depuis la sortie de Metroid Prime Pinball sur Nintendo DS en 2005. Il en existe deux versions, une pour l'original et l'autre pour la Nintendo DS Lite. La version DS Lite n'est commercialisé qu'au Japon depuis 2006. Il s'agit de la seule console portable à disposer de cette fonctionnalité.

### Jump Pack

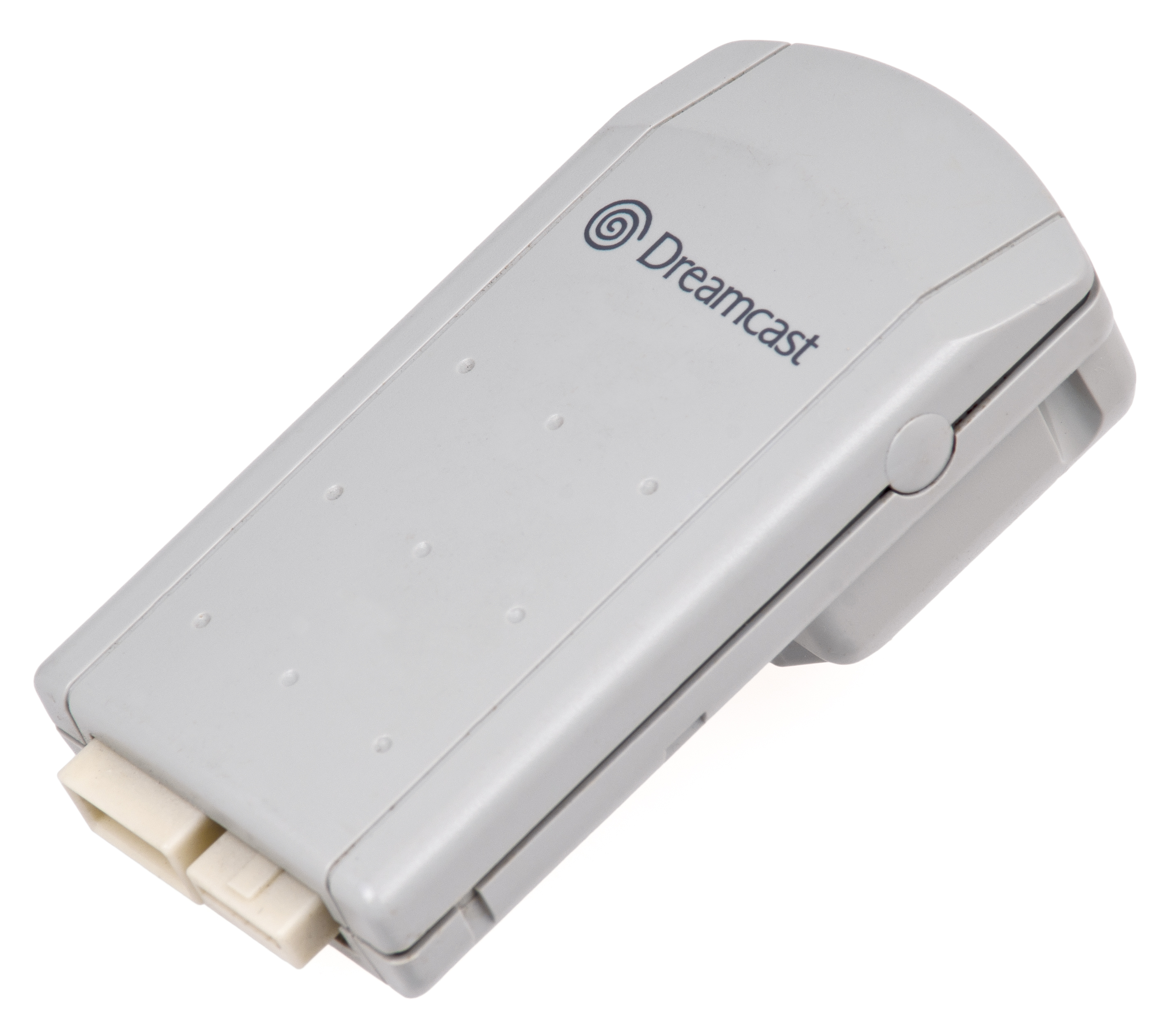
La vibration de la Dreamcast.

La Dreamcast de Sega a eu droit à un Jump Pack (ou Vibration Pack) qui est disponible depuis 1999. Comme pour le Rumble Pak, il s'agit d'un module amovible se connectant à l'intérieur de la manette. Les jeux Dreamcast possédaient la vibration dès le départ avant la sortie du Jump Pack. Il s'agit de la seule console du constructeur à avoir une vibration.

### Vibration HD
Les Joy-Con de la Nintendo Switch sont équipés d'un moteur à dispositif haptique permettant une vibration HD (ou HD Rumble) qui est notamment utilisée dans le jeu 1-2-Switch,.
La Nintendo Switch Lite est dépourvue de cette fonctionnalité, tout comme du système de vibration.

### Retour haptique
La manette DualSense de la PlayStation 5 est équipée d'un retour haptique qui permet de reproduire des sensations de toucher réelles sur une interface tactile via un mode de vibration.